# Ткаченко Наталія Юріївна
 Ткаче́нко (Марчу́к) Ната́лія Ю́ріївна  нар. 1953, с. Нова Гребля, Калинівський район, Вінницька область — українська  поетеса, прозаїк, критик. Член Національної спілки письменників України (1990).

## Біографія
Народилась 28 лютого 1953 р. у с. Нова Гребля,  Калинівського району Вінницької області в учительській родині. Навчалася у Новогребельській середній школі, згодом родина переїхала до Вінниці. Закінчила вінницьку середню школу № 14, а згодом й філологічний факультет Вінницького педагогічного інституту (1974). Очолювала студентську літературну студію, брала участь у семінарах для творчої молоді. Вчителювала в школах Вінниці та Київщини. Працювала літературним редактором у видавництвах «Музична Україна», «Дніпро», «Радянський письменник», «Молода гвардія». Ще працюючи у Києві, була прийнята до лав НСПУ (1990). Згодом перейшла на творчу роботу і повернулась до рідного села, де стала ініціатором створення і директором літературного музею Євгена Гуцала.

## Творчість
Вірші почала писати ще у школі. Дебютувала у газеті «Літературна Україна» (1969). У журналі «Дзвін» (1998, № 5-6) надрукована повість «Милосердна трава». Численні публікації повістей, оповідань, нарисів, есеїв у періодиці. Виступає також як літературний критик та перекладач віршів з російської та французької мов.

Авторка книг поезій, прози та творів для дітей:

| - Покоління (1980); - Поступ (1988); - Явити яблуко (1989); - Чистий четвер (1998); - Смарагди для Михайлика (1999); | - Гіацинтове сонце (2002); - Вальс у голубий горошок (2004); - Зелений виноград (2004); - Червоне феррарі на Пікаділлі (2007); - Дощ у сосновому лісі (2010). |

|                 | Наталя Ткаченко – авторка збірок віршів <…>, в яких йдеться про сенс життя, гармонію людської душі зі світом природи. Поетеса прагне в романтичних образах осмислити історичне минуле свого народу, випроби його мистецького генію. Щирістю і жіночістю, а водночас і драматизмом позначена її інтимна лірика. Ткаченко плекає різні поетичні форми і серед них таку витончену, як сонет. |
| — Борис Хоменко | |

## Літературні премії
- Всеукраїнська літературно-мистецька премія імені Євгена Гуцала;
- Літературна премія імені Андрія М'ястківського (2018).[4]
- Літературна премія імені Михайла Стельмаха журналу «Вінницький край» (2020)[5]